# Ma pire journée
Pour plus de détails, voir Fiche technique et Distribution.
Ma pire journée (Bad Hair Day) est un téléfilm américain de la collection des Disney Channel Original Movie diffusé en 2015.

## Synopsis
Monica se réveille en plein cauchemar le jour de son bal de fin d'année : ses cheveux sont dans un état épouvantable. Pour se rendre présentable et trouver un coiffeur, la jeune fille n'a pas d'autres choix que de s'allier avec Liz, une ex-policière qui a connu des déboires et qui est à la recherche un collier d'une valeur de plusieurs millions de dollars. Le duo va se découvrir des points communs inattendus, tenter de sauver le collier des griffes d'un redoutable voleur, et faire en sorte que Monica arrive au bal à l'heure...

## Fiche technique
- Titre original : Bad Hair Day
- Titre français : Ma pire journée
- Réalisation : Érik Canuel
- Scénario : Andrew Stanton, Bob Peterson, David Reynolds
- Musique : John Powell
- Production : Leigh-Allyn Baker
- Pays d'origine :  États-Unis,  Canada
- Langue : anglais, français
- Dates de première diffusion : (incl. Québec)
  - États-Unis : 13 février 2015[1]
  - France : 12 mai 2015[2]

## Distribution
- Laura Marano (VF : Séverine Cayron) : Monica Reeves
- Leigh-Allyn Baker (VF : Guylaine Gibert) : Liz Morgan
- Christian Campbell (VF : Bruno Mullenaerts) :  Pierce Peters
- Kiana Madeira (VF : Laura Masci)[3] : Sierra
- Christian Paul (VF : Mathieu Moreau) : Ed
- Alain Goulem (VF : Michel Hinderyckx) : le père de Monica
- Jake Manley (VF : Maxime Van Santfoort) : Kyle
- Zoé De Grand Maison (VF : Ludivine Deworst) : Ashley

## Autour du film
- Le film a été tourné dans les rues de Montréal durant l’été 2014.
- Leigh-Allyn Baker (Bonne chance Charlie) qui joue le rôle de la policière Liz, est également la productrice exécutive du film.
- C’est la première fois qu’un adulte joue l’un des rôles principaux dans un Disney Channel Original Movie.
- Laura Marano avait déjà rencontré Leigh-Allyn Baker avant le tournage. « Quand on filmait le pilote de Austin et Ally, on est allés sur le tournage de Bonne chance Charlie avec Ross (Lynch) et on a rencontré tous les acteurs. » Elles se sont ensuite revues aux Radio Disney Music Awards et Leigh-Allyn Baker voulait vraiment que Laura Marano joue Monica. Les deux actrices se sont très bien entendues sur le tournage.
- Pour une scène, Laura Marano a dû faire de la conduite acrobatique sur le trottoir, à plus de 60 km/h, au milieu des piétons. Ceux-ci étaient joués par des cascadeurs professionnels. « Je devais rouler droit sur eux et leur faire confiance pour qu’ils s’écartent au dernier moment. Tout le monde me disait : “Laura, ne t’inquiètes pas”, mais j’étais terrifiée ! »
- Laura Marano a failli provoquer un accident sur le tournage. Pour une scène, elle devait être à vélo. Problème : la jeune actrice n’en avait pas fait depuis longtemps. « Je ne savais pas le diriger, j’ai failli blesser plusieurs personnes. Je ne comprends pas la phrase “faire du vélo, ça ne s’oublie pas”, parce que moi j’ai totalement oublié ! Ils ont rajouté des roues supplémentaires mais cela ne m’a pas vraiment aidé ! »
- Pour la première de Ma pire journée aux États-Unis, la bande de Austin et Ally a fait une surprise à Laura Marano. Ross Lynch, Raini Rodriguez et Calum Worthy sont apparus sur tapis rouge les cheveux en pétard.

Source : destination-talents.disney.fr